# Megalostrata bruneri
Megalostrata bruneri là một loài nhện trong họ Corinnidae.
Loài này thuộc chi Megalostrata. Megalostrata bruneri được Elizabeth Bangs Bryant miêu tả năm 1936.